# Sociedad Deportiva Textil Escudo
La Sociedad Deportiva Textil Escudo es un equipo de fútbol de Cabezón de la Sal (Cantabria) España. El club se fundó en 1949 y actualmente milita en la Regional Preferente de Cantabria. Su terreno de juego es el campo municipal del "Juan María Parés Serra".

## Historia
Fundado en 1949, la máxima categoría en la que ha militado ha sido la Tercera División, cuando esta era el cuarto nivel del sistema de ligas de fútbol español. Su primera participación fue en la temporada 1986-87, quedando clasificado en undécima posición. Su mayor logro ha sido el tercer puesto logrado en la campaña 2000-01, lo que le permitió participar por primera y única vez en la promoción de ascenso a la Segunda División B. Quedando último clasificado con cero puntos de una liguilla en la que compitió con la Sociedad Deportiva Huesca (equipo que logró el ascenso), Sociedad Deportiva Lemona y el Club Deportivo Mirandés.
En cuanto a títulos el logro más importante fue ganar la Copa de Aficionados provincial en 1961. La final se disputó en el estadio de El Sardinero, entre el Textil Escudo y el Club Deportivo Cayón. El primer partido de la final tuvo lugar el 2 de abril de 1961, terminando con un empate a uno, por lo que los dos clubes acordaron jugar un segundo partido, el jueves 6 de abril. Este definitivo partido por el título finalizó con victoria para los cabezonenses por 3-0, los tres goles del jugador Titi.
El club ha tenido diferentes nombres a lo largo de su existencia. El primero conocido de la entidad fue Escudo Club de Fútbol, hasta 1962. De 1962 a 1972 el nombre del club era Escudo Frente de Juventudes y de 1972 a 1977 se denominó Textil Escudo Frente de Juventudes.

## Estadio
Disputa sus partido como local en el campo municipal Juan María Parés Serra, que lleva esta denominación desde el 30 de agosto de 2015, en homenaje al empresario del mismo nombre. Nacido en Puigreig (Barcelona), vivió en Cabezón de la Sal desde 1959 y fue el gran impulsor de la empresa "Textil Santanderina", la principal empresa de Cabezón de la Sal. En 2006 recibió la Medalla de Oro de Cabezón de la Sal por su vinculación y contribución al entramado social y cultural de la comarca. Desde su empresa siempre fue un gran impulsor del deporte en la localidad y patrocinador del club.
El campo tiene unas dimensiones de 102 × 65 m. El terreno de juego es de hierba artificial y cuenta con capacidad estimada en unos 800 espectadores. Dispone de una grada cubierta en uno de los laterales del terreno de juego, situada en la parte central de este.

## Trayectoria en competiciones nacionales
- Temporadas en Primera División: 0
- Temporadas en Segunda División: 0
- Temporadas en Primera Federación: 0
- Temporadas en Segunda Federación: 0
- Temporadas en Tercera: 24 (1986-87 a 1987-88, 1992-93, 1995-96 a 1996-97, 1998-99 a 2004-05, 2006-07, 2009-10, 2012-13 y 2014-15 a 2019-20 a 2022-23)
- Participaciones en Copa del Rey: 0

## Palmarés

### Torneos autonómicos
- Campeón de Cantabria de Aficionados (1): 1961.
- Regional Preferente (3): 1994-95, 1997-98 y 2008-09.
- Subcampeón de Regional Preferente (2): 1960-61 y 1985-86.
- Mejor puesto en Tercera: 3.º (2000-01).
- Peor puesto en Tercera: 19.º (1992-93, 1996-97 y 2006-07).

### Trofeos amistosos
- Memorial Ricardo Fernández (1): 2016.

## Uniforme
- Primer uniforme: camiseta blanca con cuello negro, pantalón y medias negras.
- Segundo uniforme: camiseta negra, pantalón verde y medias negras.

## Temporadas del Textil Escudo
Temporadas del Textil Escudo desde 1984-85:
| Temporada | Categoría           | Puesto    | Notas                              |
| --------- | ------------------- | --------- | ---------------------------------- |
| 1984-85   | Regional Preferente | 16.º      |                                    |
| 1985-86   | Regional Preferente | 2.º       | ascenso                            |
| 1986-87   | Tercera             | 11.º      |                                    |
| 1987-88   | Tercera             | 18.º      | descenso                           |
| 1988-89   | Regional Preferente | 4.º       |                                    |
| 1989-90   | Regional Preferente | 14.º      |                                    |
| 1990-91   | Regional Preferente | 4.º       |                                    |
| 1991-92   | Regional Preferente | 3.º       | ascenso                            |
| 1992-93   | Tercera             | 19.º      | descenso                           |
| 1993-94   | Regional Preferente | 10.º      |                                    |
| 1994-95   | Regional Preferente | 1.º       | ascenso                            |
| 1995-96   | Tercera             | 9.º       |                                    |
| 1996-97   | Tercera             | 19.º      | descenso                           |
| 1997-98   | Regional Preferente | 1.º       | ascenso                            |
| 1998-99   | Tercera             | 8.º       |                                    |
| 1999-00   | Tercera             | 15.º      |                                    |
| 2000-01   | Tercera             | 3.º       | 4.º en fase de ascenso a Segunda B |
| 2001-02   | Tercera             | 13.º      |                                    |
| 2002-03   | Tercera             | 13.º      |                                    |
| 2003-04   | Tercera             | 15.º      |                                    |
| 2004-05   | Tercera             | 18.º      | descenso                           |
| 2005-06   | Regional Preferente | 4.º       | ascenso                            |
| 2006-07   | Tercera             | 19.º      | descenso                           |
| 2007-08   | Regional Preferente | 13.º      |                                    |
| 2008-09   | Regional Preferente | 1.º       | ascenso                            |
| 2009-10   | Tercera             | 19.º      | descenso                           |
| 2010-11   | Regional Preferente | 6.º       |                                    |
| 2011-12   | Regional Preferente | 4.º       | ascenso                            |
| 2012-13   | Tercera             | 18.º      | descenso                           |
| 2013-14   | Regional Preferente | 3.º       | ascenso                            |
| 2014-15   | Tercera             | 6.º       |                                    |
| 2015-16   | Tercera             | 10.º      |                                    |
| 2016-17   | Tercera             | 11.º      |                                    |
| 2017-18   | Tercera             | 8.º       | Clasificado copa federación        |
| 2018-19   | Tercera             | 10.º      | Clasificado copa federación        |
| 2019-20   | Tercera             | 15.º      |                                    |
| 2020-21   | Tercera             | 5.º / 3.º |                                    |
| 2021-22   | Tercera RFEF        | 12.º      |                                    |
| 2022-23   | Tercera Fed         | 16.º      | descenso                           |
| 2023-24   | Regional Preferente | 6.º       |                                    |
| 2024-25   | Regional Preferente |           |                                    |

## Textil Escudo B
El Textil Escudo mantuvo un equipo filial, el Textil Escudo B, entre 2006 y 2009. Se volvió a recuperar en la temporada 2018-19.
- Temporadas del Textil Escudo B:

| Temporada | Categoría        | Puesto | Notas |
| --------- | ---------------- | ------ | ----- |
| 2006-07   | Segunda Regional | 18.º   |       |
| 2007-08   | Segunda Regional | 9.º    |       |
| 2008-09   | Segunda Regional | 7.º    |       |